# Deportes ecuestres en los Juegos Olímpicos de Londres 2012 – Salto por equipos
El evento salto por equipos de hípica en los Juegos Olímpicos de Londres 2012 tuvo lugar entre el 4 al 6 de agosto en Greenwich Park.

## Horario
Todos los horarios están en Tiempo Británico (UTC+1)
| Fecha                        | Tiempo      | Ronda                         |
| ---------------------------- | ----------- | ----------------------------- |
| Sábado, 4 de agosto de 2012  | 10:30       | Clasificación                 |
| Domingo, 5 de agosto de 2012 | 11:00       | Ronda por equipos 1           |
| Lunes, 6 de agosto de 2012   | 14:00 16:37 | Ronda por equipos 2 Desempate |

## Resultados
| Rank              | Jinete | Ronda 1     | Ronda 1     | Ronda 2     | Ronda 2     | Penalidades total por equipos | Desempate   | Desempate   | Desempate               | Desempate |
| Rank              | Jinete | Penalidades | Penalidades | Penalidades | Penalidades | Penalidades total por equipos | Penalidades | Penalidades | Tiempo                  | Tiempo    |
| Rank              | Jinete | Individual  | Equipo      | Individual  | Equipo      | Penalidades total por equipos | Individual  | Equipo      | Individual              | Equipo    |
| ----------------- | --- | ----------- | ----------- | ----------- | ----------- | ----------------------------- | ----------- | ----------- | ----------------------- | --------- |
| Medalla de oro    | Reino Unido (GBR) · Scott Brash · Peter Charles · Ben Maher · Nick Skelton                                                 | 4 8 0       | 4           | 0 5 4 0     | 4           | 8                             | 4 0         | 0           | 48.01 61.27 48.14 47.27 |           |
| Medalla de plata  | Países Bajos (NED) · Marc Houtzager · Gerco Schroder · Maikel Van Der Vleuten · Jur Vrieling                               | 0 4 0 8     | 4           | 0 4 0 8     | 4           | 8                             | 4 – 8 0     | 4           | 52.40 – 48.18 48.54     |           |
| Medalla de bronce | Arabia Saudita (KSA) · Ramzy Al Duhami · HRH Prince Abdullah Al Saud · Kamal Bahamdan · Abdullah Waleed Sharbatly          | 0 1 4       | 1           | 4 5 6       | 13          | 14                            |             |             |                         |           |
| 4                 | Suiza (SUI) · Paul Estermann · Steve Guerdat · Werner Muff · Pius Schwizer                                                 | 0 4 0       | 4           | 8 4 12 0    | 12          | 16                            |             |             |                         |           |
| 5                 | Canadá (CAN) · Tiffany Foster · Jill Henselwood · Eric Lamaze · Ian Millar                                                 | DSQ 4 1 0   | 5           | DSQ 9 8 4   | 21          | 26                            |             |             |                         |           |
| =6                | Suecia (SWE) · Rolf-Göran Bengtsson · Lisen Fredricson · Jens Fredricson · Henrik von Eckermann                            | 0 4 8 0     | 4           | 8 12 4 16   | 24          | 28                            |             |             |                         |           |
| =6                | Estados Unidos (USA) · Richard Fellers · Reed Kessler · Elizabeth Madden · McLain Ward                                     | 0 8 4       | 8           | 8 12 4 8    | 20          | 28                            |             |             |                         |           |
| 8                 | Brasil (BRA) · Álvaro Alfonso De Miranda Neto · Carlos Motta Ribas · Rodrigo Pessoa · Jose Roberto Reynoso Fernández Filho | 0 – 4       | 8           | 8 – 5 46    | 59          | 67                            |             |             |                         |           |
| 9                 | México (MEX) · Jaime Azcarragua · Federico Fernandez · Alberto Michan Halbinger · Nicolas Pizarro                          | 12 6 0 4    | 10          |             |             |                               |             |             |                         |           |
| =10               | Australia (AUS) · Julia Hargreaves · James Paterson-Robinson · Edwina Tops-Alexander · Matt Williams                       | 8 4 0 12    | 12          |             |             |                               |             |             |                         |           |
| =10               | Alemania (GER) · Christian Ahlmann · Marcus Ehning · Janne Friederike Meyer · Meredith Michaels-Beerbaum                   | 4 8         | 12          |             |             |                               |             |             |                         |           |
| 12                | Francia (FRA) · Simon Delestre · Olivier Guillon · Penelope Leprevost · Kevin Staut                                        | 6 4 8 4     | 14          |             |             |                               |             |             |                         |           |
| 13                | Bélgica (BEL) · Dik Demeersman · Jos Lansink · Philippe le Jeune · Gregory Wathelet                                        | 8 4 8 4     | 16          |             |             |                               |             |             |                         |           |
| 14                | Ucrania (UKR) · Bjorn Nagel · Katharina Offel · Aleksandr Onishchenko · Cassio Rivetti                                     | 4 12 23 5   | 21          |             |             |                               |             |             |                         |           |
| 15                | Chile (CHI) · Rodrigo Carrasco · Tomas Couve Correa · Carlos Milthaler · Samuel Parot                                      | 17 5 8 9    | 22          |             |             |                               |             |             |                         |           |

## Medallistas
| Oro:              | Oro:              | Plata:                 | Plata:             | Bronce:                     | Bronce:                   |
| Reino Unido (GBR) | Reino Unido (GBR) | Países Bajos (NED)     | Países Bajos (NED) | Arabia Saudita (KSA)        | Arabia Saudita (KSA)      |
| Scott Brash       | Hello Sanctos     | Marc Houtzager         | Tamino             | Ramzy Al Duhami             | Bayard van de Villa There |
| Peter Charles     | Vindicat          | Gerco Schroder         | London             | HRH Prince Abdullah Al Saud | Davos                     |
| Ben Maher         | Tripple X         | Maikel Van Der Vleuten | Verdi              | Kamal Bahamdan              | Noblesse des Tess         |
| Nick Skelton      | Big Star          | Jur Vrieling           | Bubalo             | Abdullah Waleed Sharbatly   | Sultan                    |